# Golfo de La Spezia
El golfo de La Spezia (del ligur: Gorfo da Spezza) es una amplia y profunda ensenada situado en la costa noroeste del mar de Liguria, en la región italiana del mismo nombre, a pocos kilómetros de la frontera con la Toscana.

## Geografía
El golfo es una profunda brecha natural en la que se sitúa la ciudad que le da nombre, La Spezia, capital de la provincia homónima, a la cual pertenecen las costas del golfo.
Conocido por el apelativo de «Golfo de los poetas» (Golfo dei poeti), está rodeado por una cadena de colinas, cuya cima es el monte Parodi, en la periferia occidental de la ciudad. El golfo, con una boca de 10.2 km de largo orientada al sur, se extiende desde el cabo Montemarcelo, al sureste, hasta isla Palmaria (y los pequeños islotes Tino y Tinetto) al extremo noroeste, a partir del que comienza el amplio golfo de Génova.
El golfo tiene en su interior una amplia zona de abrigo, de aproximadamente 150 ha, cerrada por un dique externo de 2,21 km, con dos pasos laterales, uno al oeste de unos 400 m y otro al este de aproximadamente 200 m. En esa parte el golfo tiene una profundidad de 46 metros y un ancho de 3,2 km.
En él se sitúan pequeñas localidades todas con pequeños puertos recreativos: en la ribera oriental, Tellaro, Maralunga, Lerici, San Terenzo y Muggiano; y en la occidental, Marola, Fezzano, La Grazie, Terrizo y Portovenere, al borde del canal de Isla Palmaria, perteneciente al conjunto de las Cinque Terre, declarado Patrimonio de la Humanidad de la Unesco.

## Galería

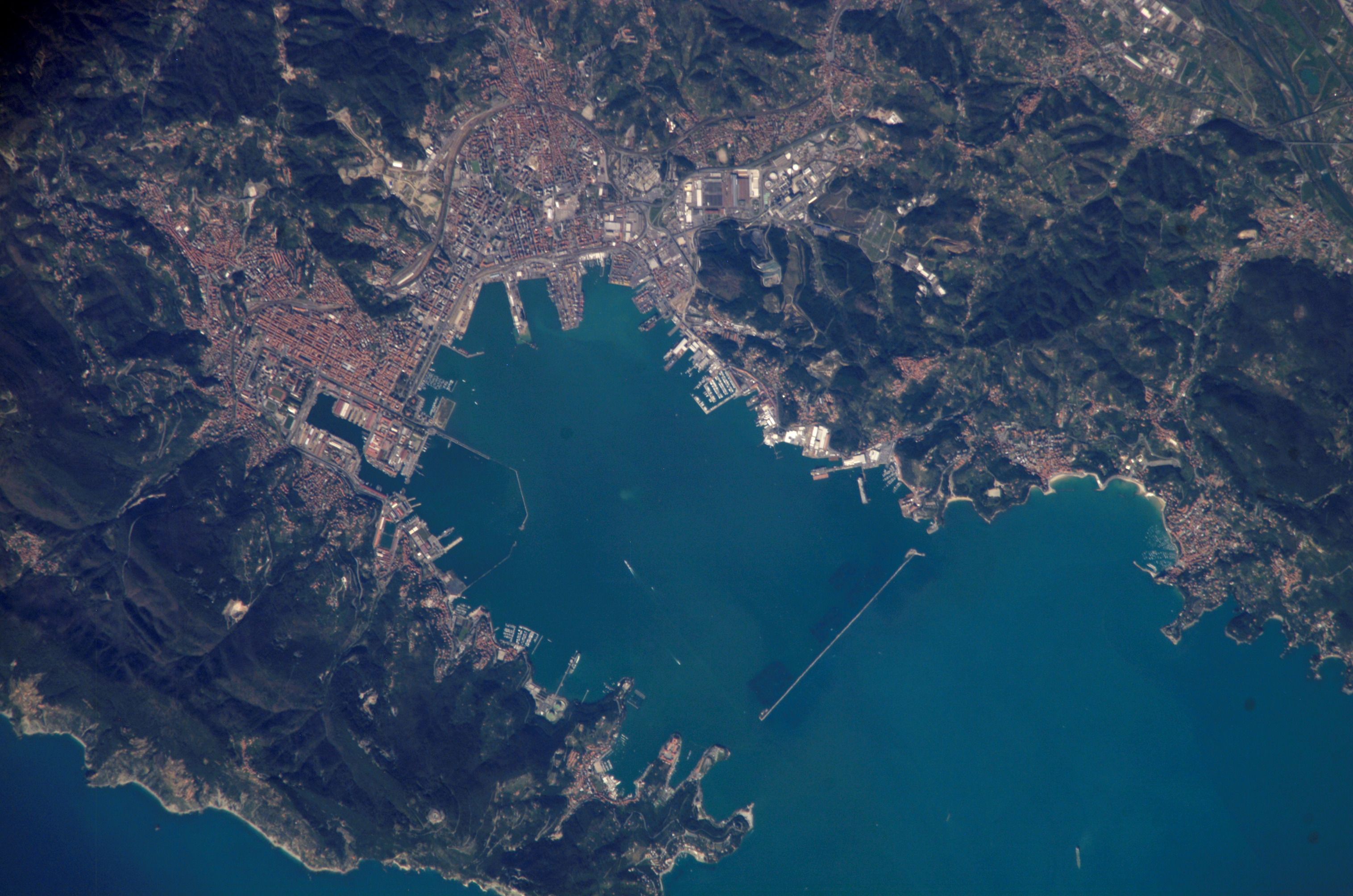
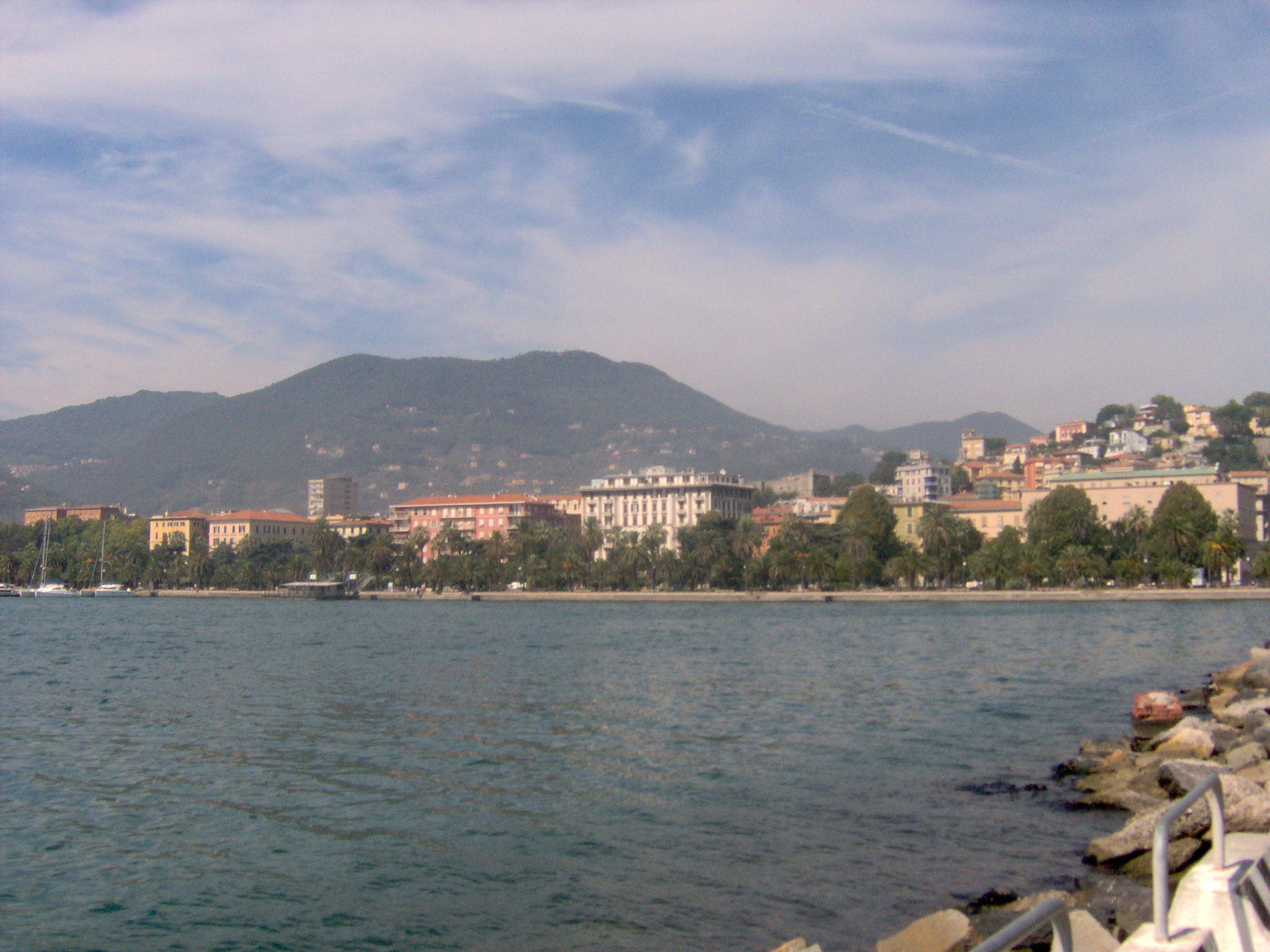
Golfo de La Spezia, al fondo el monte Parodi
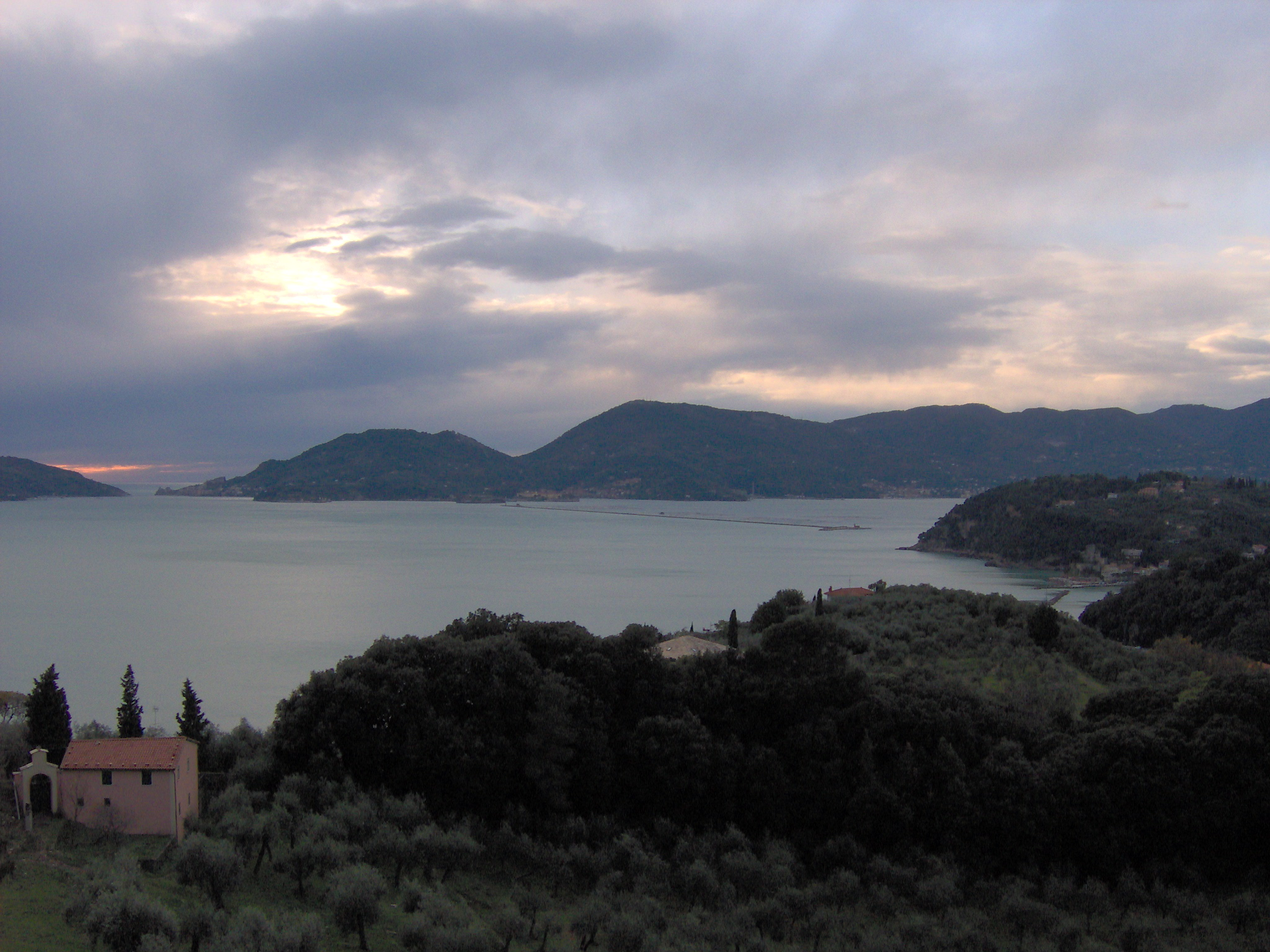
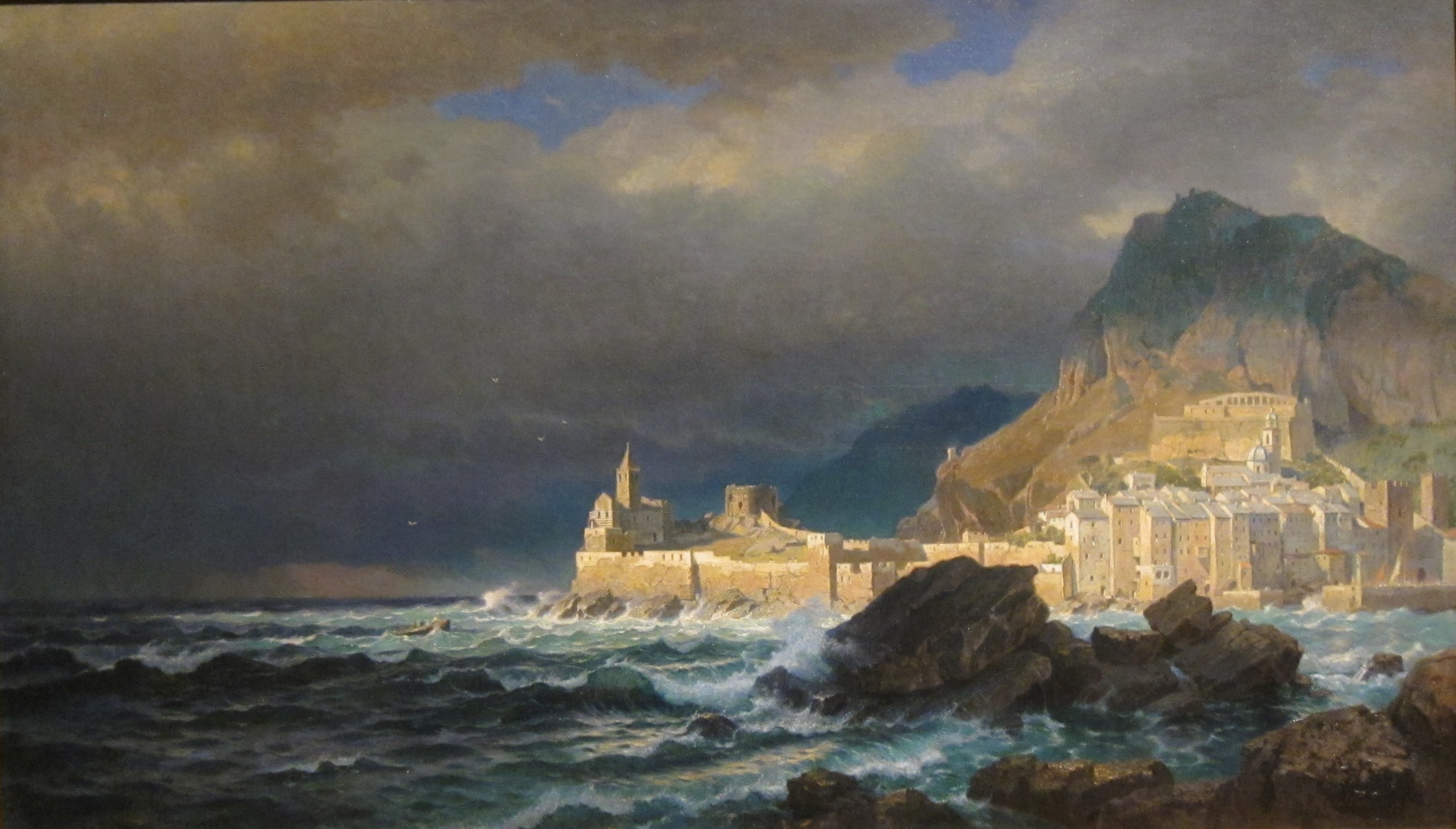